# Bartolomeo Bellano

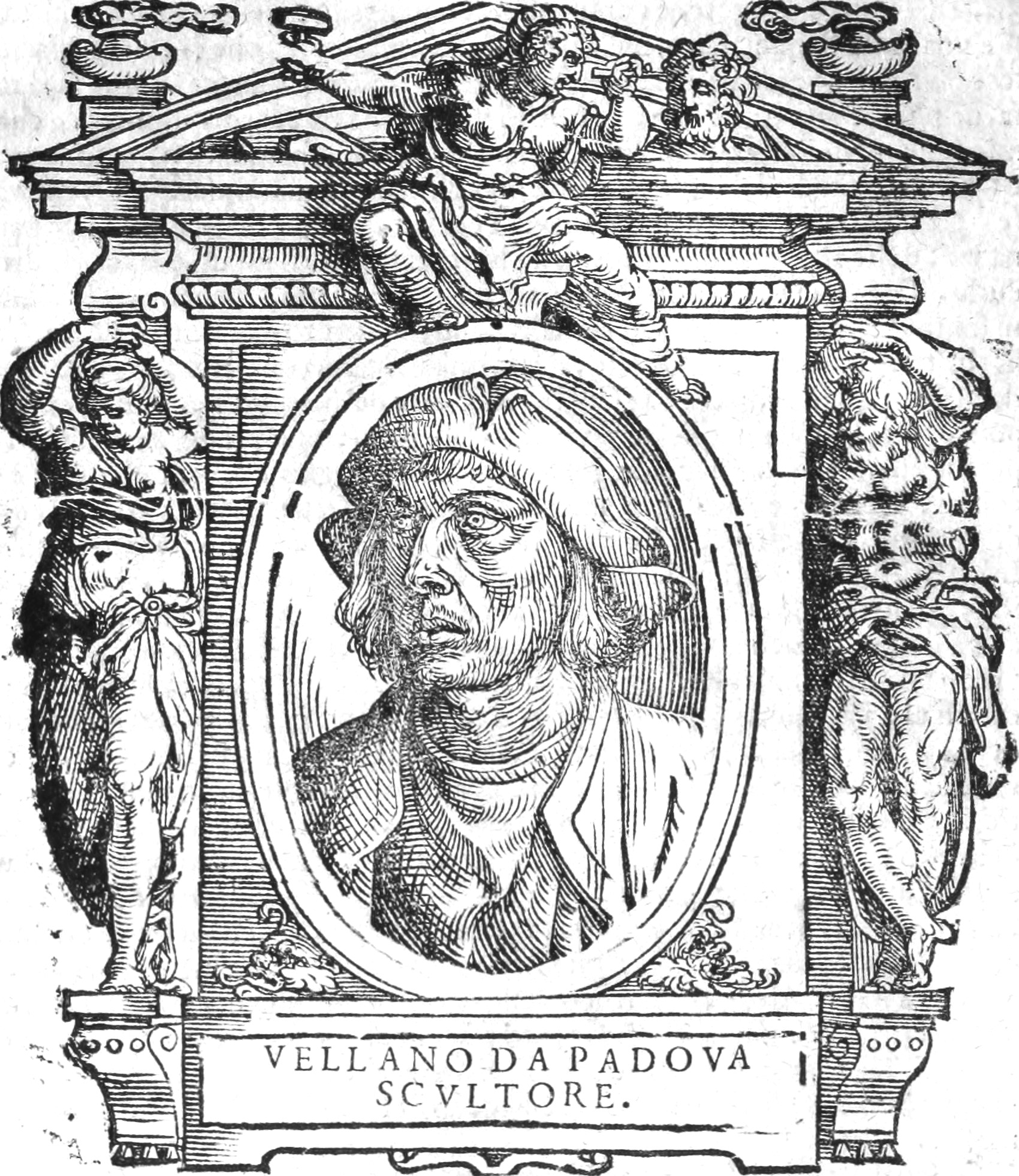
Vellano da Padova alias Bartolomeo Bellano
Le Vite di Giorgio Vasari
terza parte

Bartolomeo Bellano, noto anche come Vellano da Padova (Padova, 1437/1438 – 1496/1497), è stato uno scultore e medaglista italiano.

## Biografia
Figlio di un maestro orefice apprese subito l'arte della fusione del bronzo che tanto rese celebre la sua arte. Fu allievo diretto di Donatello con il quale collaborò in numerose opere.
Nel 1467 si trovò a Perugia per realizzare la statua di papa Paolo II oggi perduta. Tra il 1469-72 realizzò l'Armadio delle reliquie presso la sacrestia della basilica del Santo a Padova con decorazioni marmoree e statuarie sulla vita del santo, ad esempio il Miracolo della Mula. Il modello di riferimento è sicuramente l'altare padovano di Donatello, così come per altre opere come la Madonna con il Bambino oggi nei Paesi Bassi che ha come modello iconografico la Madonna Pazzi donatelliana. 

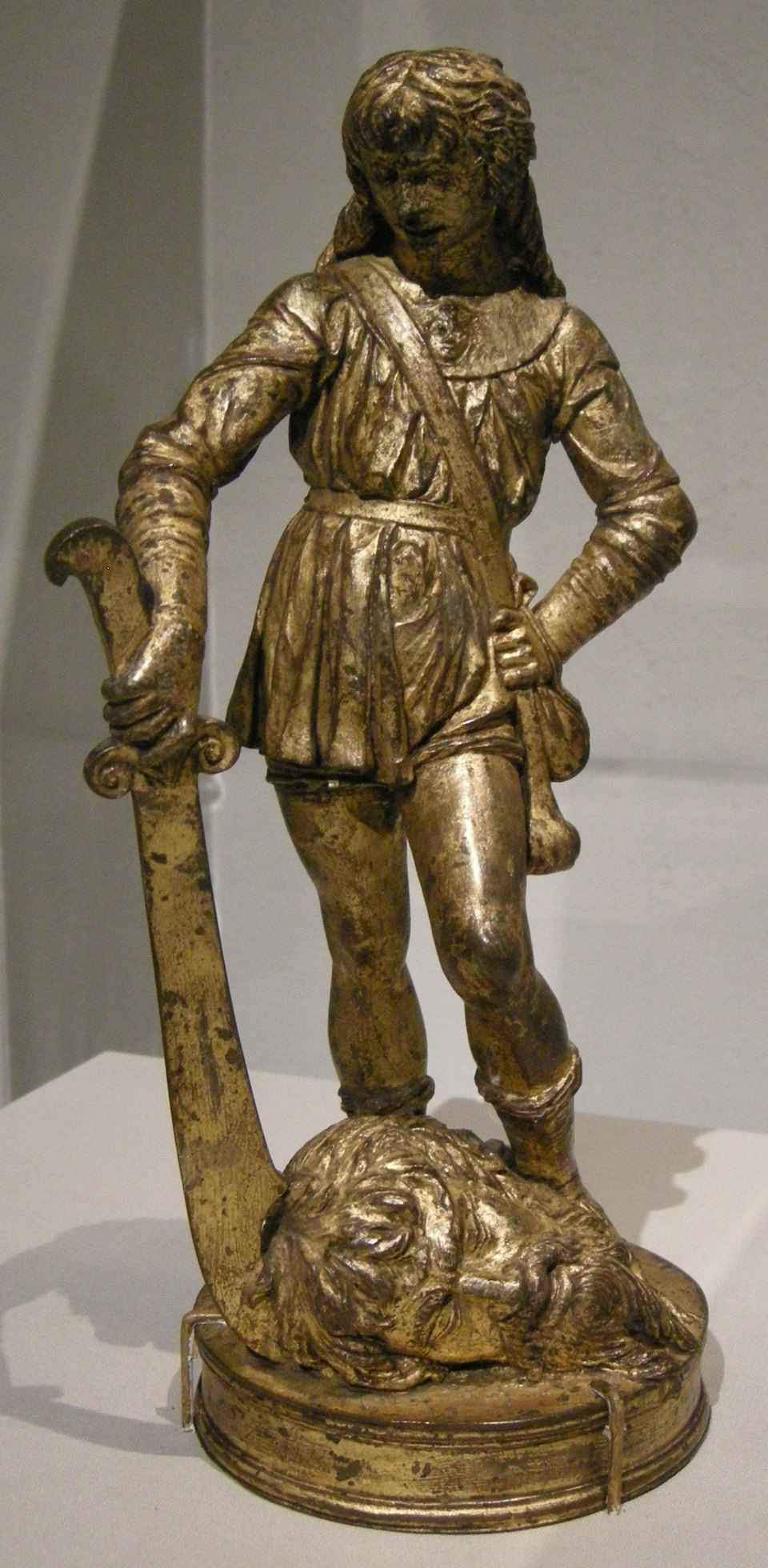
Davide con la testa di Golia, 1470-1480 circa, Metropolitan Museum

Il suo stile rispetto al maestro è più semplificativo a livello formale, mentre la tecnica del rilievo è data per piani sovrapposti staccati da netti sottosquadri diversissimo dallo "schiacciato" donatelliano. Il bronzo fu il materiale più utilizzato per le sue opere e il più adatto al suo modellare rapido ed espressivo, come evidenziano il San Gerolamo seduto conservato al Louvre e il David presso il Museo di Filadelfia.